# Михаел Кумпфмюлер
Михаел Кумпфмюлер (на немски: Michael Kumpfmüller) е немски писател, автор на романи и литературна критика

## Биография и творчество
Михаел Кумпфмюлер е роден през 1961 г. в Мюнхен. Полага матура и следва германистика в Тюбинген, Виена и Берлин и завършва с докторска дисертация на тема „Немският мит за Битката при Сталинград“.
През 90-те години създава репортажи и литературни портрети за различни ежедневници и седмичници. Два пъти е номиниран за наградата „Егон Ервин Киш“, а през 1997 г. получава „Католическата награда за журналистика“. От 1999 г. Кумпфмюлер е писател на свободна практика.
Първият му роман „Бягствата на Хампел“ („Hampels Fluchten“) излиза през 2000 г. и предизвиква остри дискусии в немските медии, понеже разглежда критично отношенията между Изтока и Запада. Преведен е в Нидерландия, Франция, Финландия, Англия и САЩ.
През 2003 г. излиза втората му книга по истински криминален случай „Жажда“ („Durst“), а през 2008 г. – романът „Послание към всички“ („Nachricht an alle“) – пространна панорама на обществените нрави. Творбата отличена с литературната награда „Алфред Дьоблин“.
През 2011 г. излиза романът на Кумпфмюлер „Великолепието на живота“ („Die Herrlichkeit des Lebens“) [заглавието на българския превод: „Блаженството на живота“].
Творбата описва последната година от живота на Франц Кафка и неговата спътница Дора Диамант. Романът е смятан за най-големия успех на писателя и е преведен на 24 езика.
От 2004 до 2017 г. Михаел Кумпфмюлер е женен за писателката Ева Менасе. Има четирима синове и живее в Берлин.

## Награди и отличия
- 1993: Walter-Serner-Preis
- 2007: „Награда Алфред Дьоблин“
- 2012: Weishanhu-Preis
- 2013: Prix Jean-Monnet
- 2017: Landgang-Stipendium[2]